# Rožmberské dominium
Rožmberské dominium, případně i Vítkovské dominium (odkaz na Vítka I. z Prčice, zakladatele rodu Vítkovců), je označení nejucelenějšího středověkého panství v rámci Českého království na velké části území jižních Čech.

## Historie
Vznik Rožmberského dominia se datuje do roku 1302, kdy došlo ke spojení dvou vítkovských držav: panství po pánech z Krumlova spolu se statky Rožmberků. V čele dominia stála vždy hlava rodu Rožmberků, od 15. století s titulem „vladař domu rožmberského“, jehož sídelním městem byl Český Krumlov.
Praotec Vítkovců Vítek z Prčice (†1194) rozdělil před smrtí své jihočeské panství během tzv. Dělení růží mezi své syny, čímž byly založeny tzv. vítkovské rozrody. Mezi ně se řadili i páni z Krumlova a páni z Rožmberka. Více než sto let tyto dva příbuzné rody vládly na svých panstvích, avšak roku 1302 krumlovský rozrod vymřel v osobě Voka z Krumlova. Dědictví po svém příbuzném se se souhlasem krále Václava II. ujal Jindřich I. z Rožmberka, jenž následně přesídlil na Krumlov a založil nové vítkovské dominium v čele s Rožmberky.
Rožmberkové pro svoje dominium postupně získali mimořádné výsady: tvořilo např. samostatnou berní jednotku a bylo nedělitelné. Rožmberkové měli na svém území soudní práva, měli i právo razit mince.
V době husitských válek byl v čele dominia Oldřich II. z Rožmberka, který obratnou diplomacií se všemi stranami usiloval o klid na svém území. Podařilo se mu vytvořit podmínky pro další rozvoj dominia, který nastal od 2. poloviny 15. století díky novým formám podnikání. K těm patřilo zejména rybnikářství (budování Rožmberské rybniční soustavy), těžba drahých kovů, pivovarnictví.
Po smrti Petra IV. z Rožmberka v roce 1523 se však dominium dostalo do finančních problémů, které postupně narůstaly a Petr Vok z Rožmberka byl nakonec donucen v letech 1593–1602 asi dvě třetiny dominia postupně prodat; i tak ale zůstal třetím nejbohatším českým velmožem v zemi. Centrum dominia se v roce 1602 přesunulo z Krumlova do Třeboně. 
Po smrti Petra Voka v roce 1611 zdědili dominium podle staré dohody z roku 1484 Švamberkové. Těm byl po českém stavovském povstání veškerý majetek zkonfiskován a Rožmberské dominium tak zaniklo. Jeho území a majetky postupně získal Jan Oldřich z Eggenbergu. Ten v roce 1628 získal titul vévody a pokračovatelem Rožmberského dominia se stalo Krumlovské vévodství.

## Některé majetky v jižních Čechách patřící k Rožmberskému dominiu
- původní majetky Rožmberků: Prčice, Veselí nad Lužnicí, Soběslav, Vyšší Brod, hrad Rožmberk
- dědictví po pánech z Krumlova: Krumlov
- ve 14. století: Nové Hrady, Třeboň, Choustník, Sedlčany, Strakonice
- 15. století: Zlatá Koruna, Netolice
- 16. století: Bechyně, Prachatice, Vimperk, Stráž nad Nežárkou, zámek Kratochvíle